# Seui
Seui est une commune italienne d'environ 1 300 habitants située dans la Province de l'Ogliastra, dans la région Sardaigne.Entouré de forêts de chênes verts où coule le Flumendosa, et à l'abri de la chaîne montagneuse du Gennargentu, le village de Seui est parmi les plus beaux de l'intérieur des terres.

## Histoire
Son toponyme est d'origine incertaine, même si l'on sait qu'il ne vient probablement pas du latin. Des vestiges de nuraghes disséminés sur son territoire d'appartenance montre qu'il a été habité bien avant la domination romaine. Au Moyen-Âge, il fit partie de la curatoria de la Barbagia de Seulo, dans le Judicat de Calari. Après la domination des Pisans, il intégra le système politique et administratif du règne catalano-aragonais puisqu'il faisait partie des fiefs de Nicolò Carròs, Bartolomeo Subirats et Guglielmo Montgry. Déjà en 1365, il retrouva cependant les institutions sardes en intégrant le Judicat d'Arborea, avant de finalement retourner au fief des Carròs.

## Culture

### les musees
-Palazzina Liberty :Le bâtiment, situé dans le centre de la Via Roma, constitue, avec ses voûtes et ses murs ornés de fresques, un beau témoignage d'une élégante maison de l'époque. Avant d'accueillir le musée, c'était le siège de la société minière de Monteponi puis, à partir des années trente, de la municipalité.

### Les fetes
-Le 24 juin, la fête de saint Jean-Baptiste est une tradition incontournable c est l'occasion,pour  les bergers d'offrir  un déjeuner communautaire préparé à base de viande et dénommé su cardamponi.

## Administration
| Période                                  | Période | Identité | Étiquette | Qualité |
| ---------------------------------------- | ------- | -------- | --------- | ------- |
|                                          |         |          |           |         |
| Les données manquantes sont à compléter. |         |          |           |         |

### Communes limitrophes
Arzana, Escalaplano, Esterzili, Gairo, Perdasdefogu, Sadali, Seulo, Ulassai, Ussassai